# Александер III фон дер Шуленбург
Александер III фон дер Шуленбург (на немски: Alexander III von der Schulenburg; * 23 септември 1616, Алтенхаузен; † 17 март 1683, Алтенхаузен, Саксония-Анхалт) е фрайхер от род фон дер Шуленбург от клон „Бялата линия“ и държавен съветник.

## Произход
Той е четвъртият син (от 17-те деца) на фрайхер Матиас V фон дер Шуленбург (1578 – 1656) и съпругата му Маргарета Шенк фон Флехтинген (1571 – 1636), дъщеря на  дъщеря на Вернер Шенк фон Флехтинген († 1597) и Сабина фон Бредов († 1632). Най-малкият му брат фрайхер Густав Адолф фон дер Шуленбург (1632 – 1691) е наследствен господар в Емден.

## Фамилия
Първи брак: на 7 юни 1657 г. в Хундисбург с Аделхайд Агнес фон Алвенслебен (* 2 март 1636; † 12 януари 1668), дъщеря на Гебхард XXIV фон Алвенслебен (1591 – 1667) и Берта София фон Залдерн († 1670). Тя умира на 32 години. Те имат 8 деца:
- Маргарета София фон дер Шуленбург (1659 – 1725), омъжена I. за Лудолф фон Бисмарк, II. за Хайнрих фон Платен
- Матиас Гебхард фон дер Шуленбург (1660 – 1708), граф, женен за Мария Кристина Куртц († 1750); има 2 сина
- Берта София фон дер Шуленбург (1661 – 1734), омъжена за Давид Хюнеке
- Александер фон дер Шуленбург IV (* 24 септември 1662, Алтенхаузен; † 30 януари 1733, Целе), от 1713 г. фрайхер, генерал-лейтенант в Брауншвайг-Люнебург и губернатор на Целе, женен на 13 февруари 1690 г. за София Шарлота Анна фон Мелвиле (* 28 януари 1670; † август 1724); има 6 деца
- Аделхайд Агнес фон дер Шуленбург (* 6 януари 1664, Алтенхаузен; † 22 март 1726, Хановер), омъжена на 14 ноември 1686 г. в Еркслебен за Йохан Фридрих II фон Алвенслебен (* 9 януари 1657, Хале; † 21 септември 1728, Хановер)
- Еренгард Мария фон дер Шуленбург (1664 – 1748), омъжена I. за Карл Август I фон Алвенслебен (* 5 април 1661; † 23 юли 1697), II. (1704) за Фридрих Лудвиг фон Канщайн († 1708), III. (1715) за Бусо фон Хаген († 1738)
- Катарина Луция фон дер Шуленбург (1665 – 1666)
- Даниел Лудолф фон дер Шуленбург (1667 – 1741), граф, женен I. за Луция Доротея фон Манделслох († 1696), II. 1697 г. за Йохана Сузана фон Дизкау (* ок. 1674/1679; † 1736); има общо 16 деца

Втори брак: на 4 юни 1671 г. с Анна София фон Бисмарк (* 29 декември 1645; † 30 декември 1709), дъщеря на Август фон Бисмарк (1611 – 1670) и Хелена Елизабет фон Котвиц (1627 – 1645). Те имат 5 деца:
- Август фон дер Шуленбург (* 23 май 1672, Алтенхаузен; † 15 август 1722, Алтенхаузен), женен I. на 8 февруари 1705 г. за Катарина Елизабет Шенк фон Флехтинген (* 25 ноември 1678; † 21 август 1710), II. (1713) за Луция Елизабет фон Шпигел (1692 – 1722); има 1 син
- Бернхард Вернер фон дер Шуленбург († 1674)
- Якоб IV фон дер Шуленбург (1676 – 1757), граф
- Хелена фон дер Шуленбург (* 7 юли 1676, Алтенхаузен; † 27 юни 1747, Магдебург), омъжена на 7 август 1701 г. за Гебхард XXVII фон Алвенслебен (* 11 април 1676, Еркслебен; † 1704/ 19 април 1709, Айхенбарлебен)
- Анна София фон дер Шуленбург (* 11 февруари 1679, Алтенхаузен; † 7 ноември 1724, Алвенслебен Маркт), омъжена за Адриан Хайнрих фон Велтхайм († 1709)